# Shaguma
Shaguma (赤熊, Urso Vermelho) foi um tipo de peruca utilizada pelos oficiais das tropas imperiais japonesas de Tosa durante a Guerra Boshin (1867-1868). Este tipo de "capacete" era bastante peculiar, envolvendo o uso de longos cabelos coloridos, transmitindo a aparência de um urso.

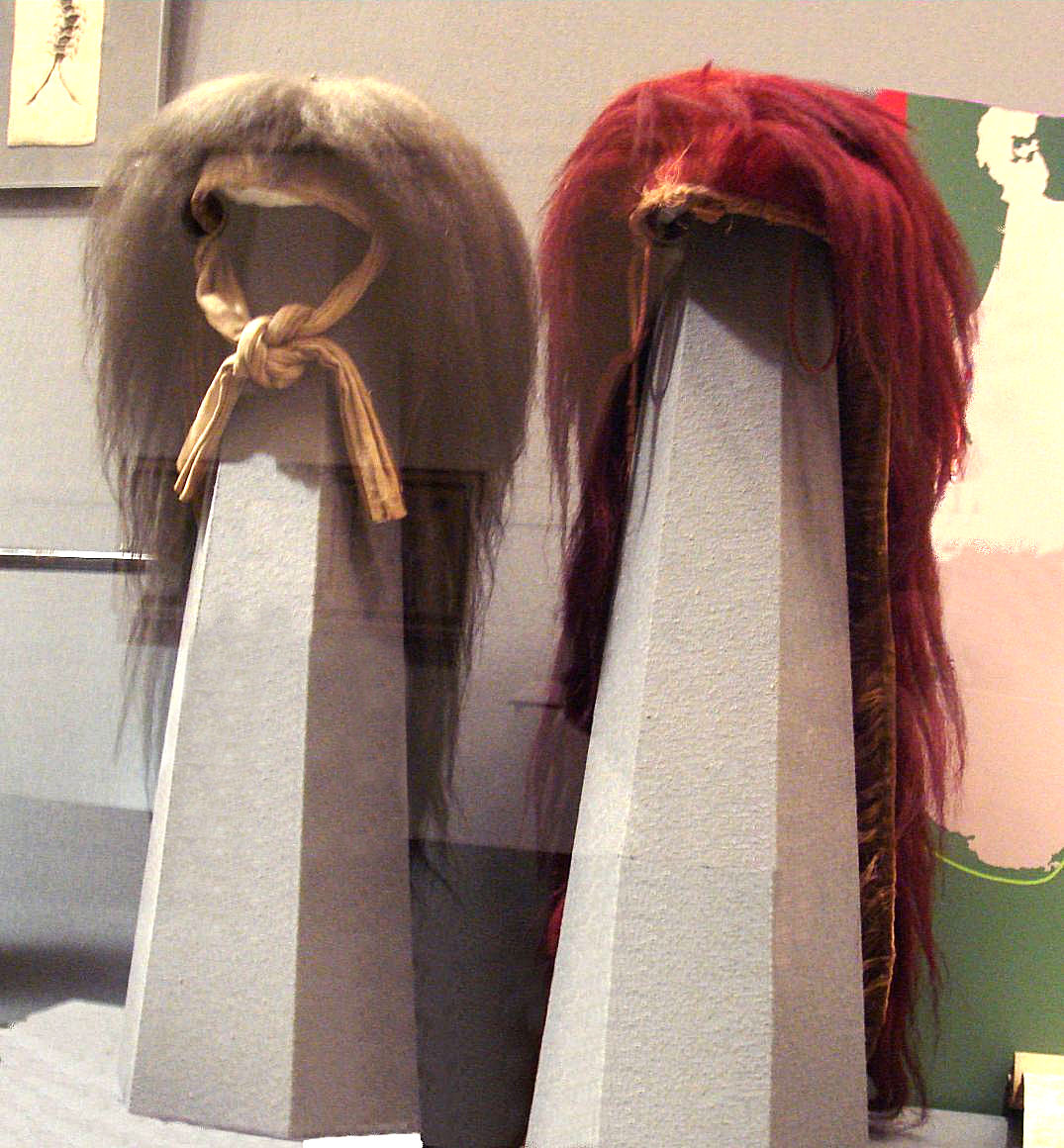
Capacetes Haguma (esquerda) e shaguma (direita).

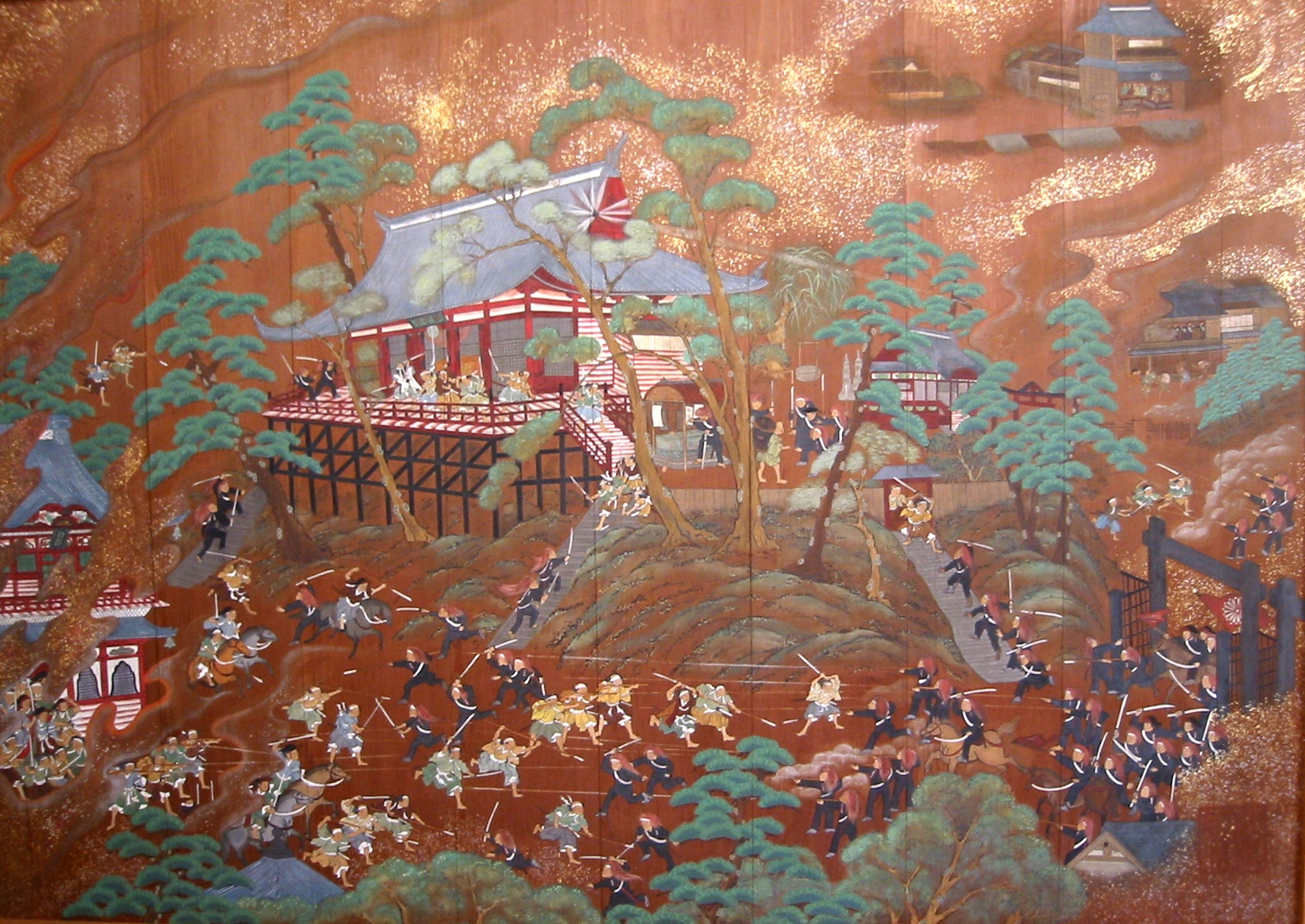
Tropas Shaguma na Batalha de Ueno, no templo do Parque Ueno.

As perucas Shaguma indicam os oficiais de Tosa, Jinshotai, as perucas Haguma (白熊, "urso branco") correspondiam aos oficiais de Chōshū, e as Koguma (黒熊, "Urso preto") aos oficiais de Satsuma.
O Shaguma é usado atualmente durante procissões como no Festival de Gion (祇園祭). Muitos debruçam-se sobre a hipótese deste acessório usado na cabeça dos samurais ter sido inspirado no "cabelo vermelho" dos holandeses durante a sua presença em Nagasaki.